# トマス・マシューズ
トマス・マシューズ（英: Thomas Mathews, 1676年10月 - 1751年10月2日）はイギリス海軍の士官である。後に提督にまで昇進した。
1690年に海軍に入隊し、大同盟戦争とスペイン継承戦争の戦闘を含めた、多くの艦上の任務をこなした。艦隊の指揮官の時もあれば、ランダーフ・コートの自宅で過ごす時期もあった。1718年にパッサロ岬の戦いでサー・ジョージ・ビングと共に戦って名を挙げ、地中海やインド洋の艦隊で指揮を執った後、いったん海軍から退いたが、1741年のイギリスのオーストリア継承戦争参戦の後海軍に復帰し、地中海艦隊の指揮官となった。
しかしイタリア半島諸国への大使を兼ねて多忙であった上、次席指揮官のリチャード・レストックとは不仲であった。海軍経歴での頂点である1744年のトゥーロンの海戦でマシューズはフランスとスペインの連合艦隊の妨害を意図していたが、この戦闘は混乱し、指揮系統が崩壊した。相手よりも力がまさっていたにもかかわらず、マシューズは重大な戦果を挙げることができず、イギリスの艦隊は1隻を失い、他数隻がかなりの損害を受けた。しかし敵軍は1隻を失っただけでその場から立ち去った。
勝利をつかみ損ねたことで国民は怒り、数人の士官を対象に、一連の軍法会議と査問会が開催されて、彼らは免職された。マシューズの次席指揮官であるレストックも出廷したが無罪となり、裁判でマシューズの拙い戦略と短絡的で馬鹿げた攻撃を非難したため、マシューズは裁判で有罪を言い渡され、海軍を罷免された。裁判の後はランダーフへ戻り、ロンドンに転居して1751年に世を去った。

## 生涯

### 海軍入隊

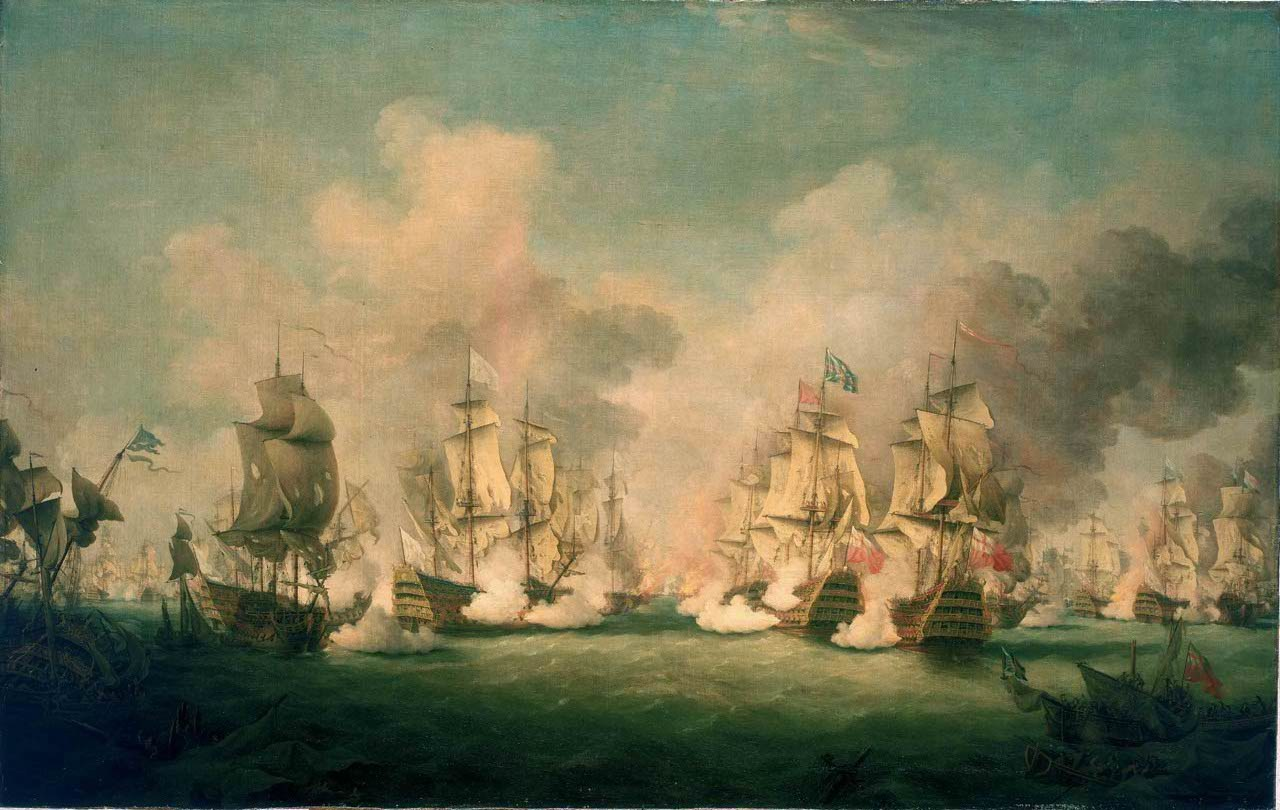
バルフルール岬とラ・オーグの海戦

1676年、エドワード・マシューズ大佐の息子としてランダーフ・コートに生まれた。母方の祖父はサー・トマス・アームストロングであったが、1684年のライハウス陰謀事件に加担したかどで処刑された。マシューズは、ウェールズ出身のナイト爵であるサー・ダフィド・アプ・マシューと、フランス王ルイ6世とも血縁関係にあった。
1690年に海軍に入隊し、アルベマールの艦上で、おじであるサー・フランシス・ホイラーの指揮の下で任務に就いた。大同盟戦争の間はアルベマールに乗艦し、おそらくはビーチー・ヘッドの海戦に名を連ね、バルフルール岬とラ・オーグの海戦にも参戦したと思われる。1697年には、ジェームズ・リトルトン艦長のもとポートランドに乗艦し、1699年10月31日にはマシュー・アイルマール中将の海尉として、アイルマールの旗艦ボインに乗り、地中海でアイルマールと共に任務についた後、1700年にディール・キャッスルに異動した。1703年の5月24日には、ヤーマスの指揮官に昇進して、ジョン・グレイドンと共に西インド諸島での任務に携わった。

### 指揮官の歴任

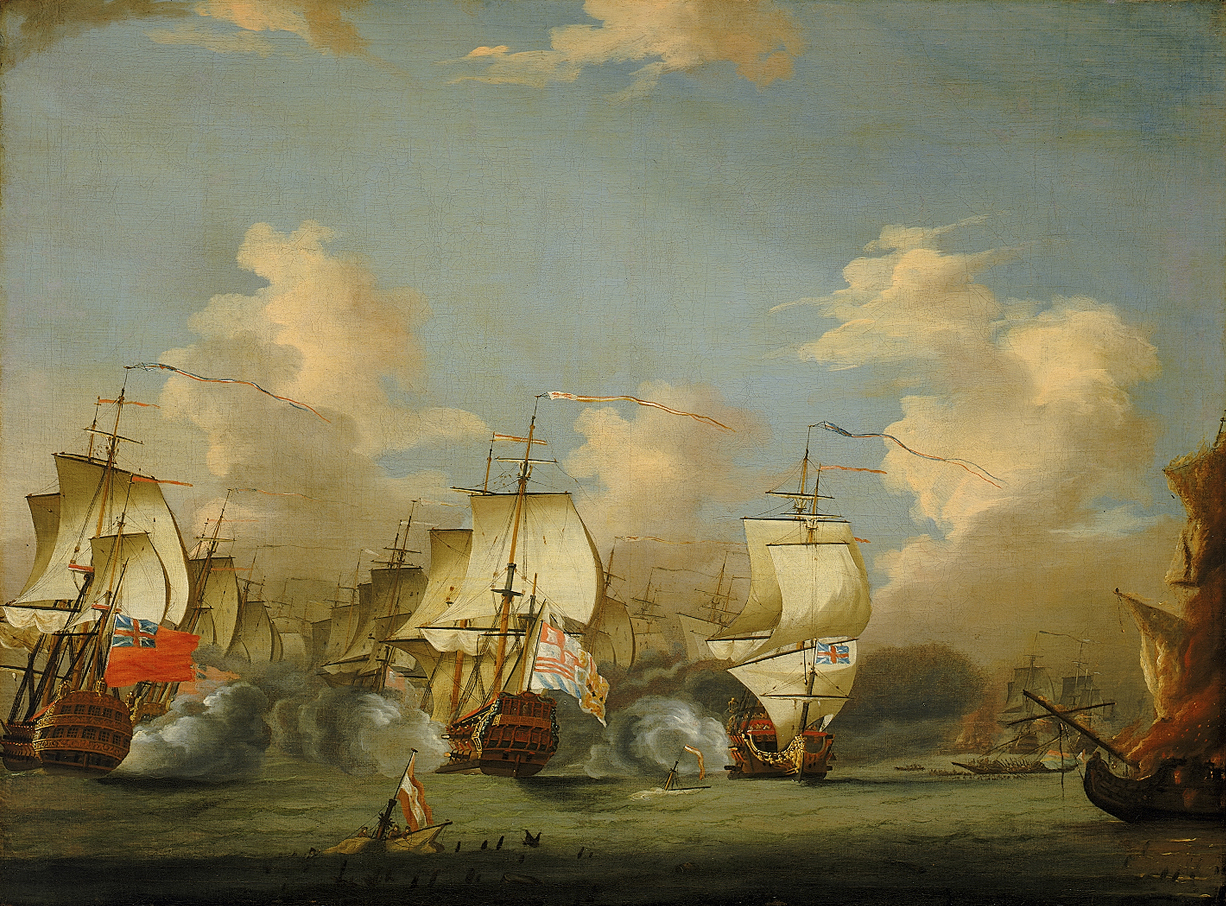
パッサロ岬の海戦

マシューズは、1704年からドーバー海峡でキングセールで、1708年10月にはグロスターでそれぞれ指揮を執った。その次に乗務したのは、新たに作られたチェスターで、バークレー卿率いる海峡艦隊の1隻であった。この艦隊は1709年の初頭に、ルネ・デュグエ＝トゥルアンの小規模なフランス艦隊と出くわした。イギリス軍はこの艦隊を追跡して、フランス艦隊が拿捕したブリストルを取り返し、フランス艦のグロワールを拿捕した。
マシューズと軍艦チェスターは、その後1710年にジョージ・マーティン准将の艦隊に加わり、ノバスコシアの征服と攻略に参戦した。1711年の夏、マシューズは護送船団を率いてニューヨークに向かった後、ボストンのサー・ホーヴェンデン・ウォーカーに合流した。チェスターはこの遠征で大嵐に遭ってひどく破損し、イギリスに修理のため戻された。この遠征の後マシューズは艦上の任務を退き、その後の数年間を家族と共にランダーフで過ごした。
1718年1月、四カ国同盟戦争の勃発後にマシューズは戦列に復帰し、ケントが修理に出されている間、プリンス・フレデリック (戦列艦)の臨時の指揮を執った。1718年3月31日にはケントの指揮官となり、ジョージ・ビングの指揮下にある地中海艦隊に加わった。パッサロ岬の戦いに参戦したマシューズは、メッシーナの封鎖に部隊を率いて赴き、スペイン軍に加わっていたイギリス人中将のジョージ・カモックを、成功を期待しつつ迎撃した。しかしカモックはどうにかイギリス軍を避け、1月に小船で逃亡した。イギリス軍は1720年の秋までシチリアを封鎖し、そしてマシューズとビングは帰国した。
マシューズは、イギリス政府が海賊退治のために派遣した艦隊のリーダーとして「ライオン号」に乗り込みマダガスカルへ向かった。これは1718年にウッズ・ロジャーズがニュープロビデンス島の海賊たちを壊滅させた後、マダガスカルを新たな住処として、海賊行為を行う者たちを退治するためであった。しかしセントオーガスティン湾に到着したマシューズはその地に海賊は居ないと判断して、後続船（ソールズベリー号とエグゼター号）が来ない内にボンベイに向かってしまった。
マシューズはマダガスカルを立ち去る時に後続のコックバーン船長に宛てた海軍側の戦略などが書かれた手紙を土地の先住民に預けてしまった。あろうことか、この手紙を海賊のジョン・テイラーとオリビエ・ルバスールが読んでしまい、海軍側の戦略が筒抜けになったばかりか、他の海賊たちにも警告が伝えられる事態になってしまった。
1722年から1724年まで、マシューズは東インド諸島に小艦隊を率いて、マラバール・コーストの、マラーター同盟提督カナージ・アングリアを追放する任務に就いた。マシューズの艦隊が現れたことで、アングレの活動はかなりの窮地に陥った。しかし、彼らの砦は難攻不落だった。マシューズの艦隊は、ヴィジャイドゥルグとコラバの両砦を攻撃するために、ゴアから出航したポルトガルの部隊を支援したが、撃退された。
アングリア討伐に失敗してから1年ほどたって海賊退治の任務に戻ることにした。モーリシャス島のカーペンター湾の墓に海賊が炭で書いたマシューズに関するメッセージを発見した。それによると海賊はマダガスカルのフォートドーファンに向かったとのことだった。しかし実際にはこのメッセージはマシューズではなくジェームズ・マクレイ船長について書かれたものだった。
ライオン号は大海賊ヘンリー・エイヴリーゆかりの地で今（当時）は砦の廃墟が残っているサント・マリー島に到着した。その島の水辺には海賊に襲われて難破した船が見え、砂浜には積み荷の香辛料類や土器などが散乱していた。また、島には先住民が住んでおり歓迎を受けた。そこでは、先住民が海賊たちから継承した「塩水と火薬の混合飲料を飲んで友情を確認する」という文化の洗礼も受けた。
一行はこの島で海賊ながらランター湾に王として君臨していたジェームズ・プランテーンと出会った。そして、彼からマシューズが追っている海賊テイラーの潜伏場所を聞き出すことに成功した。また、プランテーンと取引をして日用品やアラキ酒を送った見返りとして金やダイヤモンドを貰ったが、マシューズはプランテーンに対価として支払った物品を盗んでインドのベンガルへ逃げてしまった。
1724年にマシューズはイギリスへ戻り、それ以来海軍からは大々的に身を引いて、昇進も受けなかった。1736年になって、チャタム造船所の長官となったが、この職は軍人ではなく文官のものであるとみなされていた。

### オーストリア継承戦争

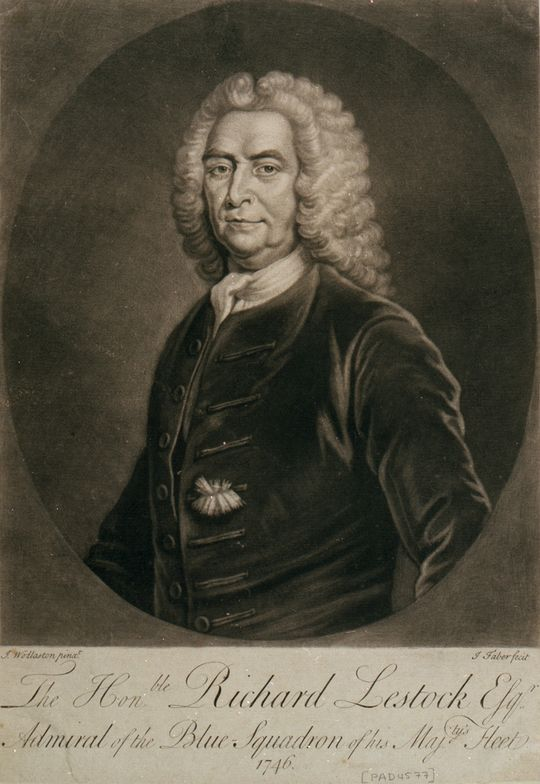
リチャード・レストック

オーストリア継承戦争の初期において、スペインとの戦争が始まり、フランスとの交戦も差し迫ったころ、マシューズはただちに赤色中将への昇進を受け、前線に復帰した。1741年3月13日のことだった。地中海艦隊の指揮を任されたマシューズは、サルデーニャ王国の国王カルロ・エマヌエーレ3世、そしてそのほかのイタリアの諸侯への全権委任大使にも任命された。この人事は、多少意外なものであった。マシューズは特に戦果を挙げたわけでもなく、何年もの間海軍から遠ざかっていた。
地中海艦隊における、マシューズの次席指揮官はリチャード・レストックで、マシューズはチャタム造船所の長官時代からこの人物を知っていた。その当時のレストックは、メドウェイ川に駐留する警備艦の指揮を執っていた。両者は不仲であり、地中海艦隊の指揮官に任命された時、マシューズはレストックを召還するように要請したが、海軍本部はそれを断った。地中海でもマシューズとレストックは不仲なままであった。両者が腹を割って話したこともなく、それがもとでマシューズは外交の仕事で混乱し続けていた。
1742年、マシューズはカルロス3世に中立を強いるため、ナポリに小艦隊を派遣した。この艦隊の指揮官は、准将のウィリアム・マーティンで、マーティンは交渉を始めるのを拒否し、国王が回答するまでに30分の時間を与えた。ナポリ市民は、イギリスの要求を呑まざるを得なかった。
6月、サントロペの湾に避難したスペインのガレー船艦隊が、マシューズの艦隊が放った火船によって炎上した。一方スペイン軍の本隊はトゥーロンに難を逃れたが、イエールから出航したイギリス艦隊に監視されていた。1744年の2月21日（ユリウス暦では2月10日）になって、スペイン艦隊がフランス艦隊と共に海上に現れた。旗艦に戻ったマシューズは、この連合艦隊を追跡し、2月22日から23日にかけて、両軍の間で戦闘が行われた。

### トゥーロンの海戦

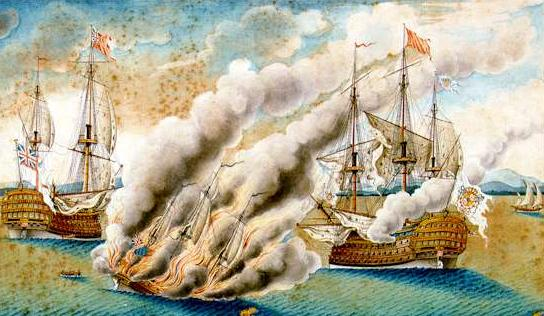
トゥーロンの海戦で被弾するイギリス艦

軽風の中、艦隊が互いに接近するにしたがって散らばって行き、やがて2月22日に戦闘へと展開した。マシューズは戦列を組むように信号を送った。夜になっても戦列は整わず、このためマシューズは、まず戦列を整えるようにとの目的で、風上に停船の信号を掲げた。先頭と中衛の艦隊はそれに従ったが、後衛艦隊のレストックは、停船を命じたものの、戦列を組んではいなかった。2月21日の日没までに、イギリス艦隊の後衛は、戦闘や中衛からかなり隔たっていた。
マシューズは共に交戦するのを嫌がって、いまだ戦列を組まないレストックに、艦をもっと動かすように信号を送ったが、レストックの回答は遅く、そのため仏西の連合艦隊はひそかに南の方へと離れて行った。マシューズは、この艦隊が離れて行ってジブラルタル海峡を通過して、ブレストのフランス艦隊と合流し、イギリス本土への侵攻計画を実践するのを恐れていた。
自分の仕事は攻撃であることをわきまえていたマシューズは、味方に信号を送って、旗艦であるナムール交戦を知らせ、スペイン軍の後衛を攻めるために、午前1時に戦列を抜けた。ナムールにはジェームズ・コーンウォール艦長のマルバラが併航していた。その間、戦列を組めという信号は翻ったままだった。この2つの異なる信号が同時に翻り、これが混乱を招いて、エドワード・ホークを始め多くのイギリス軍指揮官がマシューズに従った。イギリス軍の指揮官は数の上では非常にまさっていたものの、支援体制は万全ではなく、指揮官の間に不安があった。また、レストックのように、おそらくはマシューズが窮地にあるのを喜び、助けようともしない指揮官もいた。（アルフレッド・セイヤー・マハンによれば、レストックは増帆して艦隊を追ったが、交戦には参加しなかったといわれる）ナムールとマルバラは、敵陣の艦隊に辛勝したが、損失もまた大きかった。
午前5時、スペイン艦隊の救援のためにフランス艦隊がやって来て、一部のイギリス人指揮官は、この状況を、フランスがイギリス艦隊の周囲を回航して包囲する作戦であると受け取った。マシューズからは何の命令もなく、明確な指揮系統による指示もなかったため、イギリスの戦列は崩壊し、北西の方向へと散り始めた。スペイン軍はなおも防戦体制でいたため、無防備なマルバラを見過ごし、拿捕できなかったが、イギリスに拿捕されていたポデルを取り返した。フランスとスペインの連合艦隊はその後再び南西への一斉射撃を始めた。23日になって、イギリス艦隊は再集結することができ、追跡を再開した。再び敵軍に追いついたイギリス軍は、破損した艦の牽引を相手に妨害されたが、ポデルをまたも手中に収めた。マシューズはそれを焼くように命じた。イギリス軍は敵の艦隊まで数マイル（約3キロから5キロ）の所に迫って来ていたが、マシューズはまたも艦隊に停戦信号を送った。翌24日、フランスとスペインの連合艦隊はほぼ視界から消え、マシューズはイエールに戻って、ミノルカ島のマホン港に艦隊を進め、3月の始めにそこに上陸した。

### 軍法会議と懲戒免職
力で劣る軍を相手にしての、イギリス海軍の決戦による失敗の結果は大きかった。敵艦隊はイタリア駐留のスペイン軍に部隊や物資を割り当てることができ、戦争を思うがままに処理できた。イギリスでは事の真相を巡って意見が飛び交った。庶民院は国王ジョージ2世に公的な査問を嘆願し、12人にも及ぶ艦長が軍法会議にかけられて懲戒免職された。7人が有罪判決、うち1人が永久追放で残りが半給待遇で予備役となったが、うち3人はその後特赦された。レストックも出廷したが、彼は、マシューズが戦列信号と交戦信号を併用していた点を指摘し、マシューズに罪を着せることができた。レストックが戦列に入らなかった点もまた問題ではあったが、彼は政府内の複数の有力な支持者を得て無罪となり、その後の職も世話してもらえた。レストックは与党ホイッグに影響力を持っていたのである。また、マシューズとの不仲は、自分が最高指揮官の座を逃したことへの逆恨みともいわれる。マシューズが出廷したのは1746年のことで、戦列が整わないまま交戦に踏み切ったこと、敵を逃がしたこと、自軍に有利なかたちに敵を誘い込むことに失敗したのが罪状だった。マシューズは、自分は勇敢にたたかったと主張したが、1747年6月、法廷は罪状を確定し、マシューズは海軍から罷免された。
裁判の後、マシューズはランダーフでの自邸で過ごしたが、裁判の結果が影響したようには見えなかった。マシューズは、この結果を、自らの失敗によるものというよりは、党派による政党政治のせいによるものと考えていた。1749年、マシューズはロンドンのブルームズベリースクエアに転居し、1751年の10月2日に亡くなった。遺体はブルームズベリーのセントジョージ教会に埋葬された。

## 人格

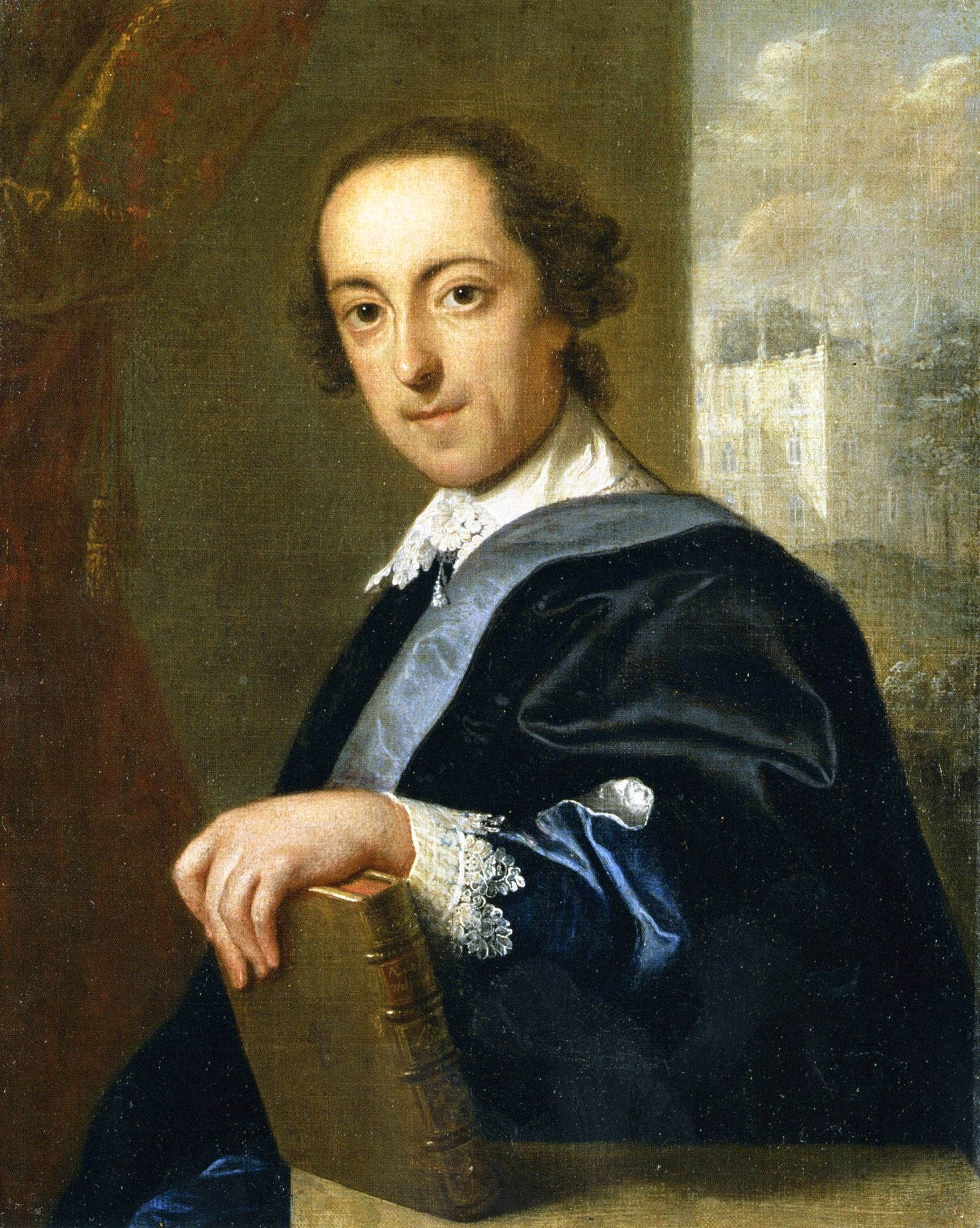
ホレス・ウォルポール

トゥーロンの戦いが法廷で議論されるにあたって、この時のマシューズの評価は、特に検討するべき対象となった。マシューズを非難する人々は、彼は短気でこらえ性がなく、戦時の艦隊指揮という複雑な業務の処理能力に欠けており、それゆえに負けたのだと主張した。ホレス・ウォルポールは、サー・ホーレス・マンとの書簡の中で「マシューズは神は牛肉とプディングに宿っていると信じており、ボクシングの懸賞試合と、牡牛に犬をけしかけて遊ぶのを好み、古きイギリスの健康を願って霧を飲む」と書いている。ウォルポールは庶民院での演説でこう述べている。「マシューズは熱く、勇敢で、横柄で、鈍くて無秩序な者たちのことを考慮している」マンは、地中海艦隊の指揮官としてのマシューズがナポリにとどまっている間、ナポリの中立性が如何に損なわれたかとの主張に強く反対し、このような声明を発表した。「驚くべきことに、マシューズ提督には常識、礼儀作法、あるいは粋といったものがない。提督が知っているのは白黒をつけるということだけであり、中間というものを知らない」ウォルポールと文通相手たちとは、しばしばマシューズをイル・フリボンド（Il Furibondo、怒り狂った奴）として引き合いに出した。
これらの批判にもかかわらず、マシューズを個人的に知る人々は、彼を短気であるとは認めつつも、思いやりがあり、親切で愛情深く、先見の明のある行政官であり、農作業の素質があり、ひたむきなスポーツマンであると述べている。

## 私生活
1705年にアンティグア出身のヘンリエッタ・バージェスと結婚した。2人の間には息子のトーマスが生まれ、陸軍の少佐になった。1740年ごろにヘンリエッタが亡くなり、1745年にミリシエント・パウエルと再婚した。